# Новая Уралка
Новая Уралка (баш. Яңы Урал) — деревня в Куюргазинском районе Республики Башкортостан Российской Федерации. Входит в состав Отрадинского сельсовета.

## География

### Географическое положение
Расстояние до:
- районного центра (Ермолаево): 3 км,
- центра сельсовета (Старая Отрада): 12 км,
- ближайшей ж/д станции (Ермолаево): 3 км.

## Население
| 2002 | 2009 | 2010 |
| ---- | ---- | ---- |
| 220  | ↘219 | ↗232 |

Национальный состав
Согласно переписи 2002 года, преобладающая национальность — чуваши (82 %).